# B-BANDJ
B-BANDJ（ビーバンジー）は、日本で活動するカメルーン／フランス国籍の黒人MC。

## 来歴
1996年まで大沢伸一がリーダーを務め、ジャズ楽曲を中心としたバンド、MONDO GROSSOのメンバーとしてMCを担当。バンド脱退後、ソロアーティストとしての活動を中心に、アルバムリリースや様々なジャンルのアーティストとの客演などを精力的に行う。
1990年代中頃に関西などで活躍していたヒップホップグループ、NAKED ARTZのMCであったMILIと共に音楽活動を新たにスタートさせる。1990年代後半にはMILI、DJチーム「BEAT TRICKS」のメンバーだったDJ SUWA、バンド「Naked Tracks」のドラマーであったM.FUJITANI、そしてM.FUJITANIと「Cool Struttin'」というバンドで活動していたギタリストGUROと共にヒップホップグループ、瘋癲（ふうてん）を結成。さらに2008年からは瘋癲のエンジニアとしてバンドのボトムを支えるTakaki ITO (nagomi-Studio) と、DJ KRUSH率いた「流 -RYU-」のメンバーとしても活動したサクカエイセイ (ex DJ SAK)とのユニット「ABSTRACTION DUBSTRACTION」にも参加。京都を中心に活動を展開中。2023年にはSynthesizer Vライブラリ「Ritchy」の音声を提供した。
また、母国語であるフランス語の他、英語、日本語共に流暢に使いこなす。

## ディスコグラフィー（客演参加等含む）

### シングル
- Oh Lord, let me do no wrong 1995年（MONDO GROSSO）
- FAMILY 1995年（MONDO GROSSO）
- Broken Tears 1996年 （Monday満ちる）
- INQBATION 1999年 （DJ SHARK）
- 2 MANY STARS 2001年 （CROWN LEE feat. PETEROCK＋FREDDIE FOXXX）
- THE BEGINNING E.P 2001年 （瘋癲）
- THE OVERFLOWING E.P 2001年 （瘋癲）
- Mood Swings 2003年 （akiko）
- Foxxi misQ 4th Single　2007年（Foxxi misQ）
- DAY & NIGHT 2008年 （瘋癲）
- Winter Butterfly 2008年（Foxxi misQ）

### アルバム
- CLUB NEW LIGHT　1993年（近藤等則）
- MONDO GROSSO 1993年（MONDO GROSSO）
- MARBLE 1993年（MONDO GROSSO）
- KYOTO JAZZ MASSIVE 1994年 （Various Artist）
- invisible man 1994年（MONDO GROSSO）
- LONESOME ECHO 1995年 （Ide Yasushi）
- Pieces from the editing floor 1995年（MONDO GROSSO）
- The European Expedition 1995年（MONDO GROSSO）
- Born Free 1995年（MONDO GROSSO）
- DIGGIN’INTO THE REAL　1996年（MONDO GROSSO）
- music11th sapporo collection soundtrack "NEW BEGINNING" 1997年 （Various Artist）
- Quiet PRAYER 1998年 （QUENCH）
- JAZZ BRAT 1999年 （Monday満ちる）
- NICE AGE 1999年（COSMIC VILLAGE）
- THE　TRIANGLE 1999年 （CROWN　LEE）
- Along The Bayside 1999年 （DELIGHTED MINT）
- DIGGABLE001 2000年 （Various Artist）
- BAY SQUAD 2000年 （Various Artist）
- ARE YOU READY FOR MORE? 2000年 （Various Artist）
- DRUM METHOD 2000年 （Various Artist）
- MONDO GROSSO best 2000年（MONDO GROSSO）
- beatmania Core Remix Original Soundtrack 2001年 （Various Artist）
- Best 1 2001年 （DELIGHTED MINT）
- Sonic Balloon 2001年 （Electronic Planet）
- BAKED APPLE FABFOUR TRIBUTE 2001年 （Various Artist）
- ROUTINE 2001年 （SOUL SOURCE）
- Best Hits 2002年 （DELIGHTED MINT）
- Hip Pop Bop 2002年 （Akiko）
- メッセージ〜言葉が、裏切っていく〜ORIGINAL 2003年 （Various Artist）
- Best In The Best 2003年 （DELIGHTED MINT）
- beatmania THE BEST PROMINENT 2003年 （Sound Track）
- MUSIC IS EXPRESSION 2003年 （瘋癲）
- THE ROOM - 10th Anniversary - 2003年 （Various Artist）
- life of music 2003年 （NANIWA EXP）
- Routine Jazz DJ Mixed by KEI KOBAYASHI 2004 （Various Artist）
- mood indigo 2004年 （Akiko）
- THIS is IT! 2004年 （NANIWA EXP）
- FLIP HOP 2005年 （瘋癲）
- Routine Jazz #06 2005年 （Various Artist）
- Karmic Observation 2005年 （EKremix）
- Routine Jazz Blue Note Vol.1 2005年 （Various Artist）
- timeless 2006年 （YOSHIKA）
- SANCTUARY 2006年 （BRIER）
- 嫌われ松子の歌たち 2006年（Various Artist）
- GLOSS 2007年（Foxxi misQ）
- TOUCH 2007年（2BACKKA）
- Unite 2008年（TettoryBad）
- shibuyaNUTS presents this is... 2008年 (Various Artist)
- Free 2009年(Fu-Ten)
- Hotel Vampire 2010年 (Ken Hirai)
- Life is Real 2010年 (B-Bandj)

### DVD
- THE EUROPEAN EXPERIENCE 2000 （MONDO GROSSO）
- FLIP HOP TV 2006年 （瘋癲）

### ソロ作品
- BREAKING BARRIERS 1996年
- Stand In The Light 1998年
- Keep It Real 2004年 （イギリス限定販売）
- True Ones 2008年　(Wasabeatにて独占オンラインリリース)